# 第62回NHK紅白歌合戰
第62回NHK紅白歌合戰於2011年12月31日在NHK音樂廳舉行。這次紅白的主題是「1231 歌唱明天」。最後紅組以343,045票優勝，也是繼2004年（第55回）後再度拿下優勝。

## 概要
- 由于在今年年初，日本发生了地震，使今年的红白歌会充满灾区复兴的气氛，本次NHK為邀請童星蘆田愛菜出場，比去年第61回提前15分鐘播出[2]（日本標準時間（JST）19時15分播出）。
- NHK在日本国内转播的频道比以往少，电视仅有NHK综合频道（数字）一台，广播为NHK广播第1频率，进行播送。面向国外的则有NHK World Premium以及日本国际广播电台（NHK World Radio Japan）（短波仅面向东南亚与亚洲大陆，卫星广播面向全球）。支持数字电视双方向互动。
- 海外播出方面，台湾的緯來日本台在2012年1月7日下午5時，以中文字幕播出；中國大陸的东方卫视在《2012跨年盛典》将在日本东京设立分会场，在12月31日晚的东方卫视跨年盛典中首次现场连线日本《红白歌会》，并购买《红白歌会》全程版权，在2012年1月1日下午檔播出。

## 播送前消息
以下日期皆为2011年。
9月8日
- NHK会长松本正之举行记者会，公布举办时间。
- 公式Blog和网站开放。

10月6日
- 晚会的口号决定，定为「1231 歌唱明天」。
- 红白两队的应援队公布，伊藤辉夫连续四年入选，而AKB48则是首次入选。

10月19日
- 主持人公布，红组主持人为主演上半年的NHK晨間小說連續劇《太陽公公》的井上真央；白组主持人与去年相同，由嵐擔任。

11月11日
- 门票抽籤开始。参与人数为1,264,923人（中籤率为1,025分之1），为红白歌合戦史上最多。

11月30日
- 出场歌手名单公布。

12月20日
- 演唱歌曲名公布。

12月21日
- 审查员名单公布。

12月24日
- Lady Gaga确定以录像的形式登场，成龙和長谷部誠也将出场。

12月25日
- 歌曲顺序公布。红组压轴为石川小百合、白组压轴及总压轴连续两年由SMAP担任。

12月27日
- 特别企划，芦田爱菜和铃木福不分组共同演唱的消息公布。

12月28日
- 日本女子足球队登场的消息公布。

12月29日、12月30日
- 进行彩排

## 主持人
紅組
井上真央
- 主演上半年的NHK晨間小說連續劇《太陽公公》，飾演須藤（丸山）陽子役
- 最初謝絕擔任主持人，後來因NHK的盛情邀請而接受。

白組
嵐（大野智、櫻井翔、相葉雅紀、二宮和也、松本潤）
- 連續兩屆擔任白組主持人。

綜合
阿部涉（NHK東京播報室）
- 連續三年擔任綜合主持人。

## 出場歌手
加初的歌手名為未參加上回（第61回）的歌手。
| 紅組 | 紅組       | 紅組 | 紅組                                      | 白組 | 白組       | 白組 | 白組                         |
| 次序 | 歌手／组合 | 次數 | 歌名                                      | 次序 | 歌手／组合 | 次數 | 歌名                         |
| 前半 | 前半       | 前半 | 前半                                      | 前半 | 前半       | 前半 | 前半                         |
| --- | ---------- | ---- | ----------------------------------------- | ---- | ---------- | ---- | ---------------------------- |
| 1 | 滨崎步     | 13   | progress                                  | 2    | NYC        | 3    | 100%勇気NYC                  |
| 3 | 安潔拉亞季 | 6    | One Family                                | 4    | flumpool   | 3    | 証                           |
| 5 | AKB48      | 4    | 紅白2011 AKB48 Special MIX 〜加油日本!〜  |      |            |      |                              |
| 歌唱明天。 〜儿童 Special〜                                                                                          |            |      |                                           |      |            |      |                              |
| 芦田愛菜（初）、鈴木福（初）／Maru_Maru_Mori_Mori! 迪斯尼的好朋友、芦田愛菜、鈴木福、紅白有志／Disney Special Melody |            |      |                                           |      |            |      |                              |
| |            |      |                                           | 6    | 放克猴宝贝 | 3    | 尽管如此也要相信/Love Letter |
| 7 | 西野加奈   | 2    | 就算...                                   | 8    | AAA        | 2    | CALL                         |
| 9 | 川中美幸   | 24   | 二輪草                                    | 10   | 平井堅     | 7    | 真爱岁月                     |
| 11 | 藤彩子     | 17   | 彩子为国家骄傲 〜加油東北!!紅白 Special〜 | 12   | 細川贵志   | 35   | ねぶた                       |
| 13 | 水树奈奈   | 3    | POP MASTER                                | 14   | 色情涂鸦   | 10   | 没准                         |
| 16 | 伍代夏子   | 18   | 金木犀                                    | 15   | 猪苗代湖zu | 初   | I love you & I need you 福岛 |
| 18 | 水森香织   | 9    | 庄内平野 風之中                           | 17   | 彩虹乐团   | 5    | CHASE                        |
| 20 | 椎名林檎   | 初   | 康乃馨-舍我其谁                           | 19   | 森進一     | 44   | 港町布魯斯                   |
| 歌唱明天。 〜Happy Birthday 3.11〜                                                                                   |            |      |                                           |      |            |      |                              |
| 夏川里美 (6) 、 秋川雅史 (4) ／明日                                                                                  |            |      |                                           |      |            |      |                              |
| 後半 |            |      |                                           |      |            |      |                              |
| 21 | KARA       | 初   | KARA 2011特别组曲                         | 22   | 德永英明   | 6    | 時代                         |
| 23 | Perfume    | 4    | Laser Beam                                | 24   | TOKIO      | 18   | 抬头看见流星                 |
| 25 | 少女时代   | 初   | GENIE                                     | 26   | 乡广美     | 24   | Go Smile Japan!!             |
| 27 | aiko       | 10   | 愛情彈彈球                                | 28   | 柚子       | 4    | Hey和                        |
| 29 | 幸田来未   | 7    | 不要停止愛我                              | 30   | 东方神起   | 3    | Why? (Keep Your Head Down)   |
| 歌唱明天。 〜日本之嵐「故鄉/ふるさと」〜                                                                             |            |      |                                           |      |            |      |                              |
| 31 | 平原绫香   | 8    | おひさま〜大切なあなたへ                  | 32   | 千昌夫     | 16   | 北国之春                     |
| 歌唱明天。 〜从世界来的消息〜 Lady Gaga／Yoü and I ～ Born This Way                                                  |            |      |                                           |      |            |      |                              |
| 33 | 小林幸子   | 33   | おんなの酒場                              | 34   | 西田敏行   | 4    | あの街に生まれて             |
| 35 | 絢香       | 5    | 這片天空下                                | 36   | 长淵刚     | 3    | ひとつ                       |
| 37 | 和田秋子   | 35   | 敲响钟的人是你                            | 38   | 嵐         | 3    | 2011紅白特别组曲             |
| 39 | 生物股长   | 4    | 向前走                                    | 40   | 五木宏     | 41   | ふるさと                     |
| 41 | 松田聖子   | 16   | 昂首向前走                                | 42   | 冰川清志   | 12   | 情熱流浪                     |
| 41 | 神田沙也加 | 初   | 昂首向前走                                | 42   | 冰川清志   | 12   | 情熱流浪                     |
| 43 | 坂本冬美   | 23   | 夜桜お七                                  | 44   | 福山雅治   | 4    | 成为一家人吧                 |
| 45 | 松任谷由実 | 2    | 春よ、来い                                | 46   | EXILE      | 7    | Rising Sun                   |
| 47 | 天童芳美   | 16   | 愛燦燦                                    | 48   | 北島三郎   | 48   | 归去吗                       |
| 49 | 石川小百合 | 34   | 津輕海峽·冬景色                           | 50   | SMAP       | 19   | SMAP AID 紅白SP              |

1. ↑  包含《ユメタマゴ》和《勇氣100%》兩首歌。
2. ↑  由《风正在吹》、《飞翔入手》和《Everyday、髮箍》三首歌组成。
3. 1 2  芦田愛菜、鈴木福、夏川里美和秋川雅史不當作正式出场歌手计算。
4. ↑  包含《星下祈愿》、《小小世界》两曲。
5. ↑  包含《康乃馨》和《每個女孩子啊》兩首歌曲。后者为椎名在东京事变时期的单曲。
6. ↑  包含《Jetcoaster Love》和《Mister》兩首歌。
7. ↑  包括《这里的微笑》和《两亿四千万双眼》兩首歌。
8. ↑  两首歌的歌词有一定变化。
9. ↑  包含《迷宮戀曲》和《無盡的天空》兩首歌。
10. ↑  包含《not alone〜幸せになろうよ〜》和《Original Smile》兩首歌。

在上届红白歌会中出场而本届未登场的有
- 紅組：植村花菜、クミコ、DREAMS COME TRUE、中村美律子
- 白組：HY、加山雄三、可苦可乐、遊助

## 其他参与者

### 审查员
- 大竹忍：今年的大河劇《江～公主们的战国～》中的演员。获得了紫绶褒章
- 田中将大：東北樂天金鷹队的投手、泽村奖得主
- コシノジュンコ：时装设计師
- 三谷幸喜：编剧
- 铃木京香：女演员
- 佐佐木則夫 ：日本女足教练
- 鈴木明子：花样滑冰选手
- 松山研一：演员，2012年大河剧主演
- 松井冬子：日本画家
- 琴奨菊和弘：日本相扑选手

### 乐队演奏等
- 東京事變：椎名林檎演出時的伴奏
- 平尾昌晃：结束曲「蛍の光」的指挥

### 应援人员
- 澤穗希、川澄奈穗美、大野忍、海堀步、近賀由香里、田中明日菜、高瀨愛實（日本女足运动员代表、来自“INAC神戸”俱乐部）：开幕登场。
- SKE48、SDN48、NMB48、HKT48、JKT48：AKB48演唱和组成颜文字时加入其中，并非全部成員登场。
- 長谷部誠（沃尔夫斯堡足球俱乐部球员）：歌唱明天，来自世界的消息中登场。
- 成龙：同上，通过录像登场。

## 收视率
前半部分在关东地区的收视率为35.2%、后半部分为41.6%。为当年收视率最高的节目。这一收视率也超过了十天前在日本電視台播出的《家政妇三田》最后一话40％的收视率。地震灾区如仙台地区收视率为47.0%，福島地区收视率为47.5%（后半部分），这也是红白在当地收视率的最高点。收视率最高的歌手为SMAP，瞬間最高收視率为49.7%。

## 外部連結
- 第62回NHK紅白歌合戰
- 歌唱明天。紅白歌合戰博客